# Optogenetika
Az optogenetika fényérzékeny fehérjék sejtspecifikus kifejeződésén alapul, és lehetővé teszi a vizsgált biokémiai folyamatok sejtspecifikus indukcióját. Bár genetikai módosításra van szükség ahhoz, hogy a megfelelő sejteket fénnyel tudjuk irányítani, az optogenetika napjainkban az egyik leggyorsabban fejlődő biológiai kutatási terület.
A bioaktív hatóanyagok alkalmazását kutatásokban eddig jelentősen korlátozta, hogy nem sikerült megoldani a szervezeten belüli pontos célbajuttatásukat a sejtek vagy sejtalkotók szintjén. A 2000-es évek első évtizedétől a lokális hatások kiváltására a fény alkalmazása került a középpontba, ami forradalmasította az idegrendszeri kutatásokat. A fényérzékeny molekulák fotoaktiválása révén számos biokémiai folyamat vezérelhetővé vált, a lézeres mikroszkópia pedig lehetővé tette a kiváltott hatás pontos lokalizálását a biológiai mintában.
A fotokémiai eszköztár ma két fő megközelítési módot tartalmaz: optogenetika és optofarmakológia.